# Бертрандон де ла Брокьер

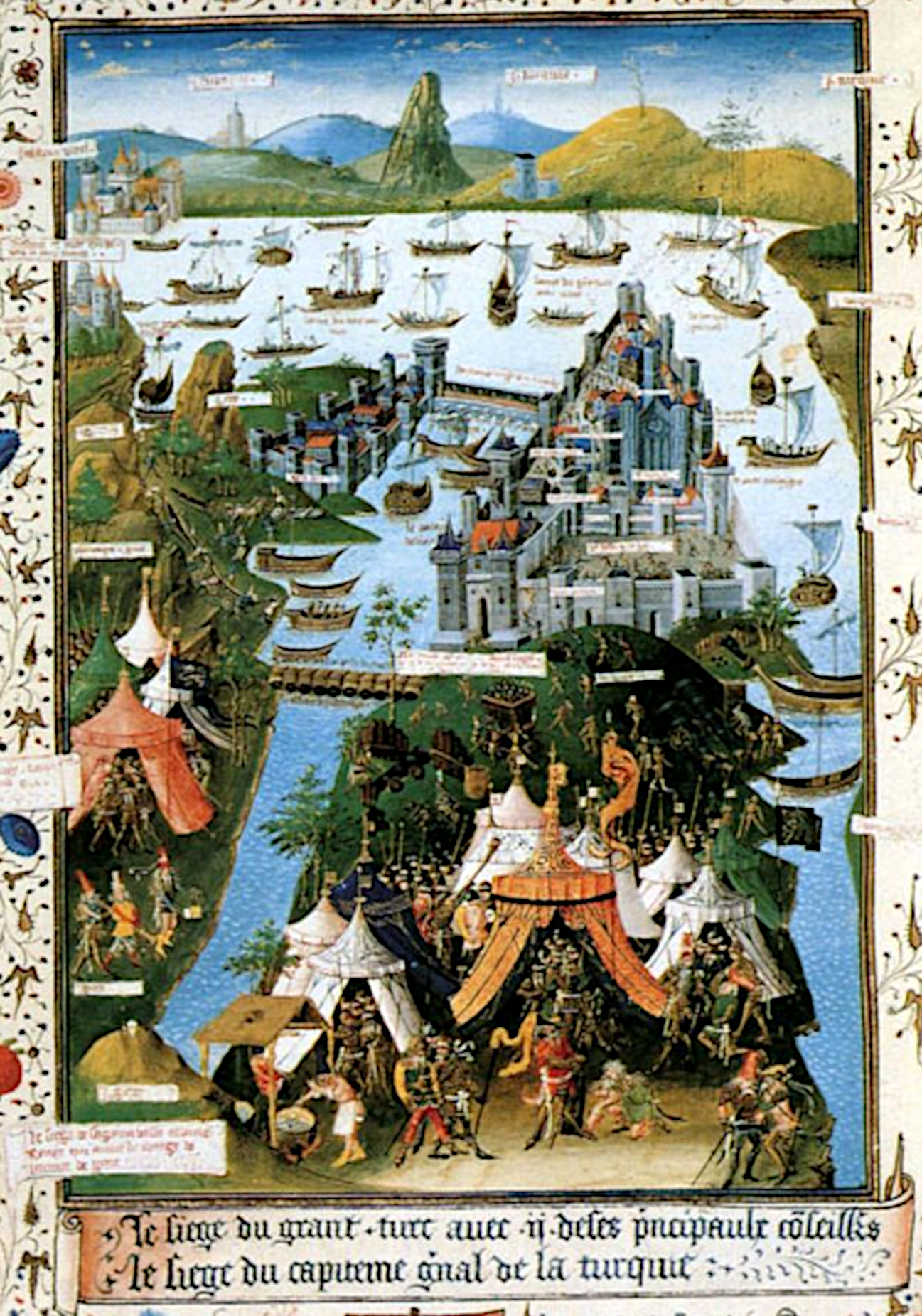
Падение Константинополя (1453). Миниатюра рукописи Бертрандона де ла Брокьера «Путешествие в Утремер». Лилль, 1455.

Бертрандон де ла Брокьер (фр. Bertrandon de la Broquière) (1400—1459) — бургундский шпион и пилигрим, путешествовал пешим ходом на Ближний восток в 1432—1433 гг. по поручению бургундского герцога Филиппа Доброго. В своей книге «Заморские приключения», или «Путешествие в Утремер» («Le Voyage d’Outre-Mer»), подробно описал политическую ситуацию и этнографические обычаи различных народов и регионов. Изучив турецкие обычаи, Бертрандон приходит к выводу что турки не являются такими уж грозными и непобедимыми соперниками и предлагает европейским правителям план по вытеснению турок из Европы и Малой Азии. Основным препятствием для осуществления этих планов Бертрандон увидел в том что греки, по-прежнему многочисленные на территориях бывшей Византии, в целом доверяют туркам больше чем западным католикам. Более того, ренегаты из числа исламизированных греков и болгар часто более агрессивно настроены по отношению к христианам, чем сами турки.

## Путешествие по Малой Азии
Пешее путешествие по Малой Азии, наводнённой полчищами воинственных кочевых мусульман туркоманов, было фактически немыслимой затеей для католика в середине XV века. Местных греков туркоманы сотнями продавали на невольничьих рынках Эфеса и Пруссы даже через сто лет после их утраты византийцами. Француз поэтому был вынужден переодеться в мусульманские одежды, особенно учитывая тот факт что он двигался с караваном идущих из Мекки мусульман. О том насколько высоки были риски для пешего католика можно было судить по фразе, брошенной встреченными французом беглыми дипломатами-киприотами, которые сказали Бертрану на сносном французском что «даже если у того было бы 200 жизней, у него вряд ли останется хотя бы одна пока он дойдет до Константинополя».
Тем не менее, по мере продвижения вглубь Малой Азии, его отношение к туркам меняется на более положительное. Бертрандон начинает им симпатизировать, активно изучает турецкий язык и даже называет его «красивым, простым и лаконичным». К армянам бургундец относится вполне нейтрально и даже с некоторой ностальгией и жалостью. K грекам же он проникается презрением, хотя и жалеет их как христиан, государство которых находится на грани краха. Многих греков, с которыми столкнулся француз в ходе своей поездки по Малой Азии, он называет негостеприимными и алчными предателями и «трусами», которые раболепствуют перед турками и не доверяют католикам. Два раза жизни Бертрандона угрожала опасность: на границе в Карамане его, христианина в мусульманской одежде, опознал в качестве франка грек на турецкой службе. Также османские греки из Скутари тоже чуть было не выдали его, однако от них его сумел отбить местный католик каталонского происхождения. Как отмечал Бертрандон, греки уважали его только до тех пор пока думали что он турок.
В целом, несмотря на поставленную задачу собрать материала о турках как о врагах, именно к ним Бертрандон даже проникается некоторой долей симпатии, оценив их неприхотливость, надёжность, компанейство, гостеприимство и желание делиться с незнакомцем последним куском, чего, по признанию самого автора, «не найдешь на Западе». Бертрандон де ла Брокьер не решился однако на визит в мечеть.
Как и на испанца Перо Тафура, на Бертрадона османская армия не произвела сильного впечатления. Более того, Бертрандона пытается активно развенчать миф о турках как о необычайно искусных и дерзких войнах, от которых дрожит вся Европа. Грозными они могут показаться разве что в сравнении полностью деморализованными и беспомощными греками, у которых «уже нет ни кораблей, ни крепостей (кроме Константинополя), а вероятность получения помощи Запада невелика». Пишет подробную рекомендательную стратегию войны крестоносцев с турками.

## При дворе турецкого султана Мурада II в Бруссе
Согласно путешественнику, жизнь султана состоит из противоречий. С одной стороны он ничем не выделяется из окружающей его топлы на публичных мероприятиях. С другой его поведение окутано завесой таинственности: «Ни на его одежде, ни на его лошади нет особого знака, который позволил бы его отличить. Я видел его на похоронах его матери, и если бы мне на него не указали, я бы не признал его». В то же время дистанция между султаном и окружающим миром может неожиданно проявляться в другом качестве. «Он не вкушает ничего прилюдно, и почти никто не может похвастаться тем, что они слышали, как он говорит, или видели, как он ест или пьет».
Внешность султана по описанию француза имела ярко выраженный азиатский характер, что подтверждает тот факт что до XV века, в отличие от века ХХ, малоазийские турки в целом имели более азиатский облик и внешне отличались от греков, которые были ими ещё не ассимилированы.

## B Константинополе
О практически изолированном от внешнего мира Константинополе, который Бертран посетил через 2 года после падения Фессалоники и за 30 лет до покoрения турками, Бертрандон оставил интересное описание. Путешественник похвалил в целом хорошее состояние стен, особенно сухопутных, но вместе с тем указaл и на некоторое запустение города, в котором много пустырей. Паломнику понравились константинопольские церкви и другие памятники столицы, он присутствовал на торжественных церковных службах, посетил в храме Св. Софии представление мистерии о трёх юношах, брошенных Навуходоносором в печь огненную, восторгался красотой византийской императрицы, родом из Трапезунда. Её эскорт, однако, был невелик, выдавая истинную бедность и упадок греческой столицы. Византийского императора он называет «беспомощной пешкой в турецких руках». В городе фактически хозяйничают венецианские банкиры и военные моряки, а также генуэзские и турецкие купцы (помимо выплаты ежегодной дани, турки имели в городе своего судью и даже заставили императора выдавать османам беглых христианских рабов из османских территорий). Бургундец также отмечает и постепенную тюркизацию жизни города: навыки конной езды местных аристократов заимствованы целиком у турок.
Как оказалось, греки тех времён в целом были в курсе событий Столетней войны, хотя и не всегда с точностью знали все её детали. Рассказав грекам о судьбе незадолго перед тем сожжённой в Руане Жанны д'Арк, он повергает их в состояние шока подобной жестокостью. Описывая греческие рыцарские турниры, которые проникли сюда после 1204 года как имитация французских, бургундец насмехается над их «миролюбивостью»: здесь никто не погибает и не получает ранения, а оружие представляет собой деревянную бутафорию.

## В османской Фракии и Сербии
Власть Константинополя в 1432 году распространялась лишь до Силиври, за которой начинались османские владения, где бесправные христиане-земледельцы (греки и болгары) батрачили теперь уже на своих новых турецких беев. Фракия, захваченная османами у греков в 1352—1377 годах предстаёт перед французом в полуразрушенном состоянии и в 1433 году.  Большинство бывших византийских посёлков лежит в руинах, хотя они по-прежнему частично обитаемы. Население здесь по большей части состоит из греков (Фракию Бертрандон называет «Грецией») и постепенно подселяющихся к ним турок, переходящих на оседлость. Крайне удручающее впечатление на путешественника произвела сцена продажи христианских рабов в теперь уже турецком Адрианополе (Эдирне), где нищие христиане просят милостыню на улицах.
Де Ла Брокьер был одним из первых европейских путешественников, прошедших через болгарские земли после турецкого завоевания и написавший о замеченном им желании болгарского народа окрестностей Адрианополя освободиться от турецкого ига: «у всех людей этой страны есть большое желание избавиться от рабства, если бы только они могли найти того, кто им поможет...».
В отличиe от Фракии, сербские земли произвели на Бертрандона приятное впечатление, впрочем как и сами сербы.
На османской границе в Белграде Бертрандон приходит к выводу что полагаться на местных христиан (болгар, сербов и греков) в борьбе с турками, к его большому сожалению, бесполезно, так как эти народы уже давно потеряли коллективную волю к сопротивлению и уважают турок больше чем католиков. Тем не менее, путешественник даёт волю эмоциям по отношению к страданиям отдельных индивидуумов: особое впечатление на него произвели слёзы венгерской наложницы одного из местных потурченцев. Узнав, что перед ней христианин, пусть и католик-француз, женщина разрыдалась, так как «не до конца ещё оставила свою христианскую веру».

## Послесловие
Турки взяли Константинополь в 1453 г. ещё при жизни Бертрандона. В ответ на это событие он оставил следующую «эпитафию»: «Греки были уже на момент моего путешествия такими же рабами турок, какими они являются и сейчас. Уже тогда они показались мне бедными и несчастными. При этом они на самом деле заслуживают и худшего наказания, так как этот народ погряз в грехах».